# Pirro Çako
Pour les articles homonymes, voir Cako.
 (décembre 2023).
Si vous disposez d'ouvrages ou d'articles de référence ou si vous connaissez des sites web de qualité traitant du thème abordé ici, merci de compléter l'article en donnant les références utiles à sa vérifiabilité et en les liant à la section « Notes et références ».
Pirro Çako est un compositeur et chanteur albanais, travaillant principalement à Tirana.

## Biographie
Pirro Çako est le fils de Gaqo Çako (en) et Luiza Çako, respectivement ténor et soprano.
Il a obtenu un diplôme de l'académie des arts de Tirana et plus tard est allé à École normale de musique de Paris obtenir son diplôme de compositeur de musique de films.
Son duo avec Rovena Dilo Për një çast më ndali zemra est un grand succès sur la scène albanaise. En attendant, E duam lumturinë, une chanson écrite par Çako, a gagné le concours albanais de chanson en 1988 en tant qu'auteur et l'a maintenant transformé en hymne des enfants. Il remporta aussi le Festivali I Këngës en 2009, mais cette fois en tant que compositeur.
Pirro a édité son premier album Herët a vonë en juin 2004. Son ex-épouse Inva Mula est une soprano bien connue.